# Matt Doyle
Matt Doyle (Larkspur, Califòrnia, 13 de maig de 1987) és un actor i cantautor estatunidenc que viu a Manhattan. És conegut pel seu treball a Spring Awakening, War Horse i The Book of Mormon a Broadway i com a Glenn Pispen / Juliet a l'adaptació cinematogràfica de Shakespeare de 2011 Private Romeo dirigida per Alan Brown. A més, ha desenvolupat una carrera musical amb espectacles en directe i 2 EPs Daylight (2011) i Constant (2012).

## Biografia
Després de graduar-se a l'institut Redwood de Larkspur (Califòrnia), Doyle va estudiar teatre clàssic durant un any en la London Academy of Music and Dramatic Art. Seguint els seus estudis, Doyle es va mudar a Nova York, i aviat es va incorporar al repartiment de la companyia original de Spring Awakening.
Doyle va cantar el paper de Peter en l'enregistrament del musical Bare: a pop opera el 2007. A més, va interpretar Peter en la lectura de 2009. Després de Spring Awakening, va participar en una versió musical de Picnic at Hanging Rock, així com en diverses altres lectures i concerts mostrant el treball de nous compositors. La tardor de 2008 Doyle va fer la seva primera aparició com a Jonathan Whitney, el xicot d'Eric van der Woodsen en l'èxit de CW Gossip Girl. A més, Doyle té un petit paper cantant en la pel·lícula Once More With Feeling, que es va estrenar en el Festival de Cinema de Sundance de 2009.
Doyle va interpretar Hugo Peabody en la primera reposició a Broadway de Bye Bye Birdie el 2009. L'espectacle va tancar el gener de 2010. Va formar part de l'elenc de la pel·lícula de 2011 Private Romeo, que va tenir èxit en festivals de cinema de la primavera d'aquest any. Doyle va aparèixer en l'àlbum de Brian Lowdermilk i Kait Kerrigan titulat Our First Mistake, on canta en les cançons "Last Week's Alcohol" i "Two Strangers".
En 2011, va aparèixer com a Billy Narracott (u/s Albert) en War Horse en el Teatre Lincoln Center. El paper d'Albert va ser interpretat pel coprotagonista de Doyle a Private Romeo, Seth Numrich. L'espectacle es va preestrenar el 15 de març de 2011, i oficialment va començar el 14 d'abril de 2011. Va deixar l'obra el gener de 2012 per una producció de Dallas del nou musical Giant i va decidir no unir-se a la companyia a Broadway.
El 27 de novembre de 2012, Doyle es va unir a The Book of Mormon de Broadway amb el paper d'Elder Price. El 17 d'agost de 2009, Doyle va fer el seu debut en solitari al Joe's Pub a Nova York, amb una repetició el 27 d'agost. L'EP debut de Doyle, titulat Daylight, es va llançar el 24 de maig de 2011. La seva seqüela, Constant, es va publicar el 12 de juny de 2012.

## Discografia
- 2011: Daylight (EP)
- 2012: Constant (EP)

## Filmografia
- 2008–2011: Gossip Girl (sèrie de televisió, 8 episodis com a Jonathan Whitney).
- 2009: Once More with Feeling com a Young Nonno.
- 2011: Private Romeo com a Glenn Pispen/Juliet.

Documental
- 2007: Navigate this Maze com a ell mateix.

Banda sonora
- 2011: Private Romeo - actuació de "You Made Me Love You (I Didn't Want to Do It)".